# Plano holandés

Calles de Nueva York, 2008 – fotografiada con plano holandés

El plano holandés (también, plano aberrante, plano vórtice  o dutch angle) es un encuadre en el que la cámara se inclina de 25 a 45 grados respecto a la línea del horizonte. Esta técnica
ha tenido múltiples denotaciones en el cine y  la fotografía; su principal atribución es la sensación de inestabilidad 
en una escena; sin embargo, se usa con otras funciones como admiración, dinamismo, terror y fantasía. Habitualmente, se suele estructurar el montaje de estos planos combinando inclinaciones sucesivas opuestas. Un plano escorado a la derecha se sigue con uno hacia la izquierda y así, sucesivamente. Otra opción consiste en mover la cámara haciendo que oscile, como si se tratara de un péndulo. Esta última técnica se puede ver en muchas escenas de la película La extraña que hay en ti (The Brave One, 2008), y también en Breve encuentro (1945), de David Lean.
El origen del nombre viene de la palabra Deutsch ("alemán"). Este tipo de plano se usó con reiteración en el cine expresionista alemán de los años 30 y 40, pero con el tiempo se confundió con el término Dutch ("holandés") y culminó como Dutch Angle. Sin embargo, su origen es esporádico.
  Es famosa la utilización del Dutch Angle en la película El tercer hombre / The Third Man (1949) para enfatizar la degeneración del malvado personaje interpretado por Orson Welles.

## Ejemplos

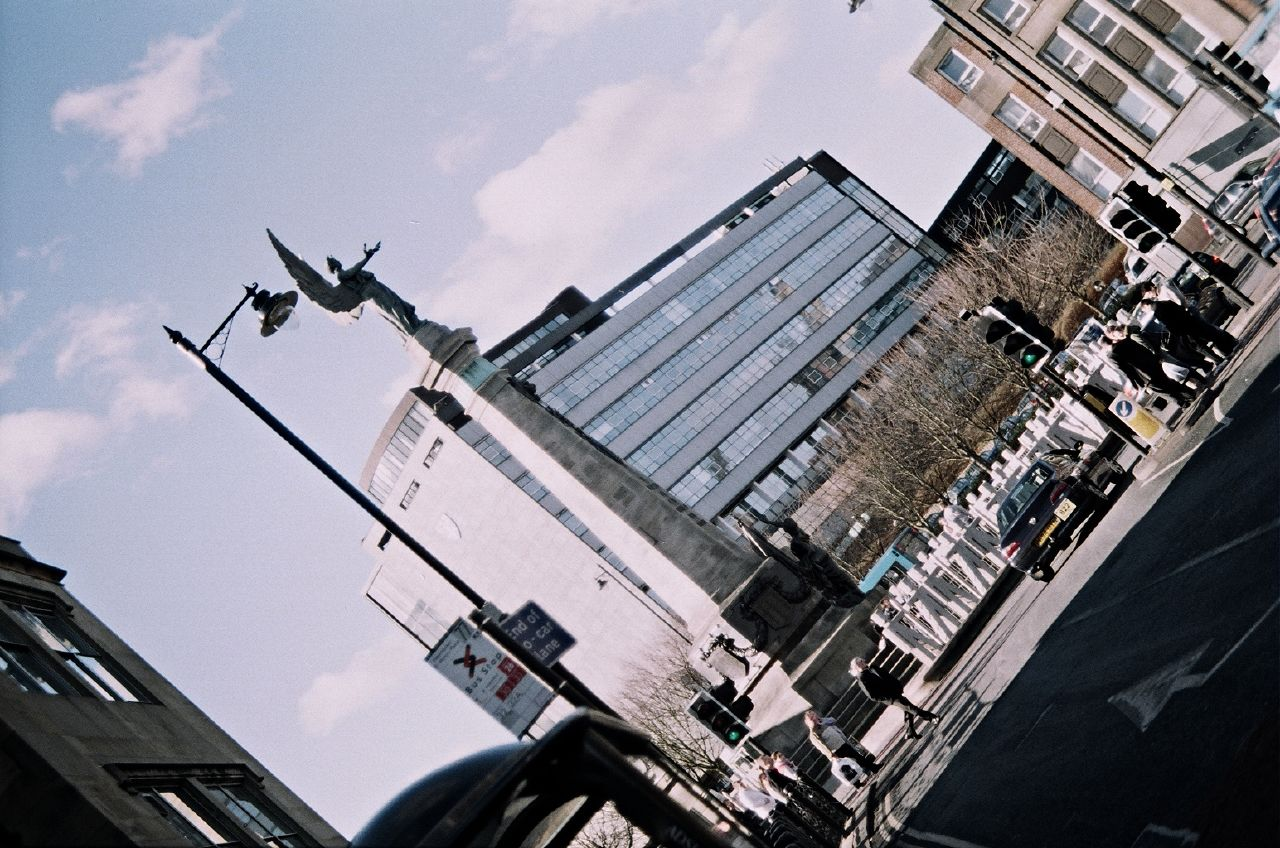
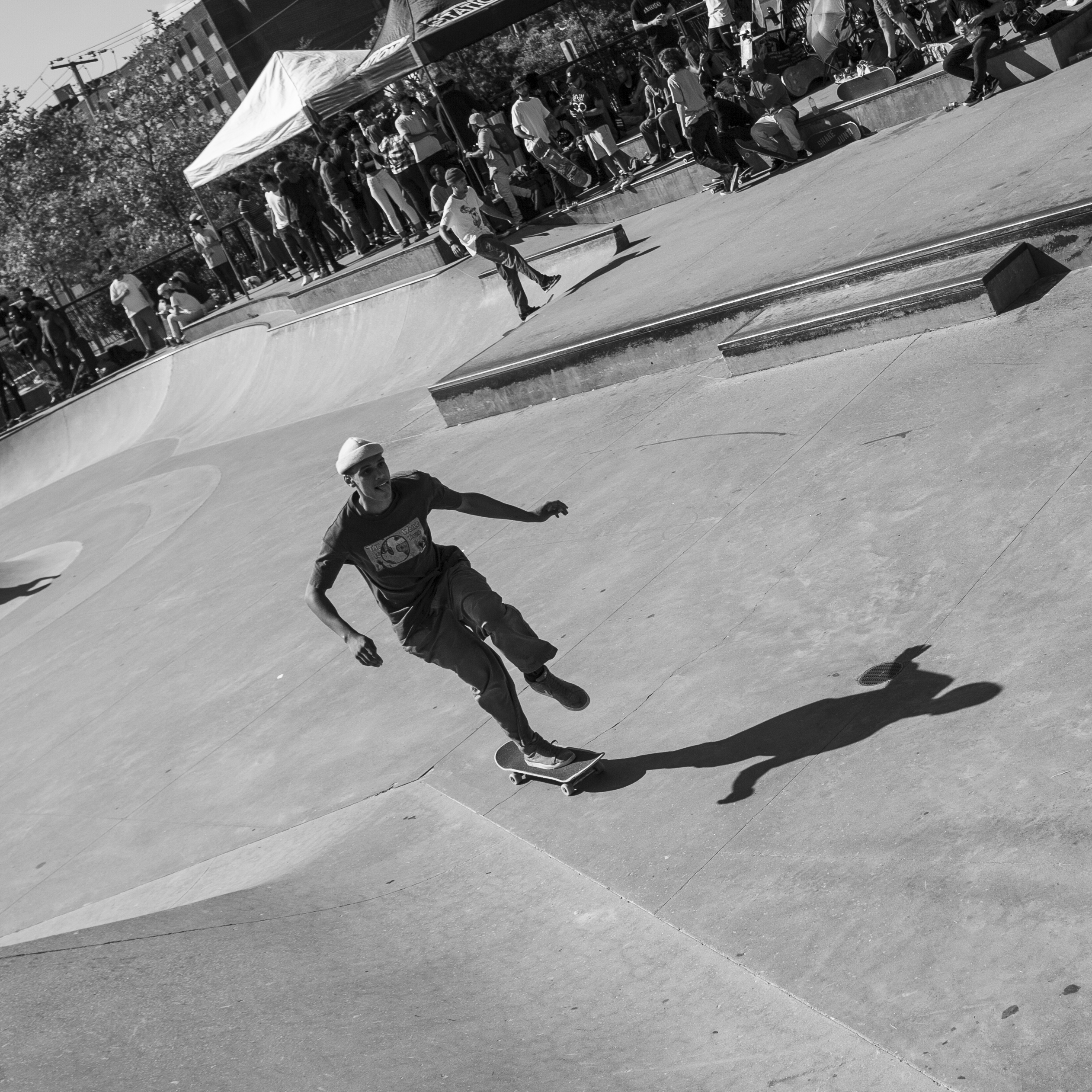
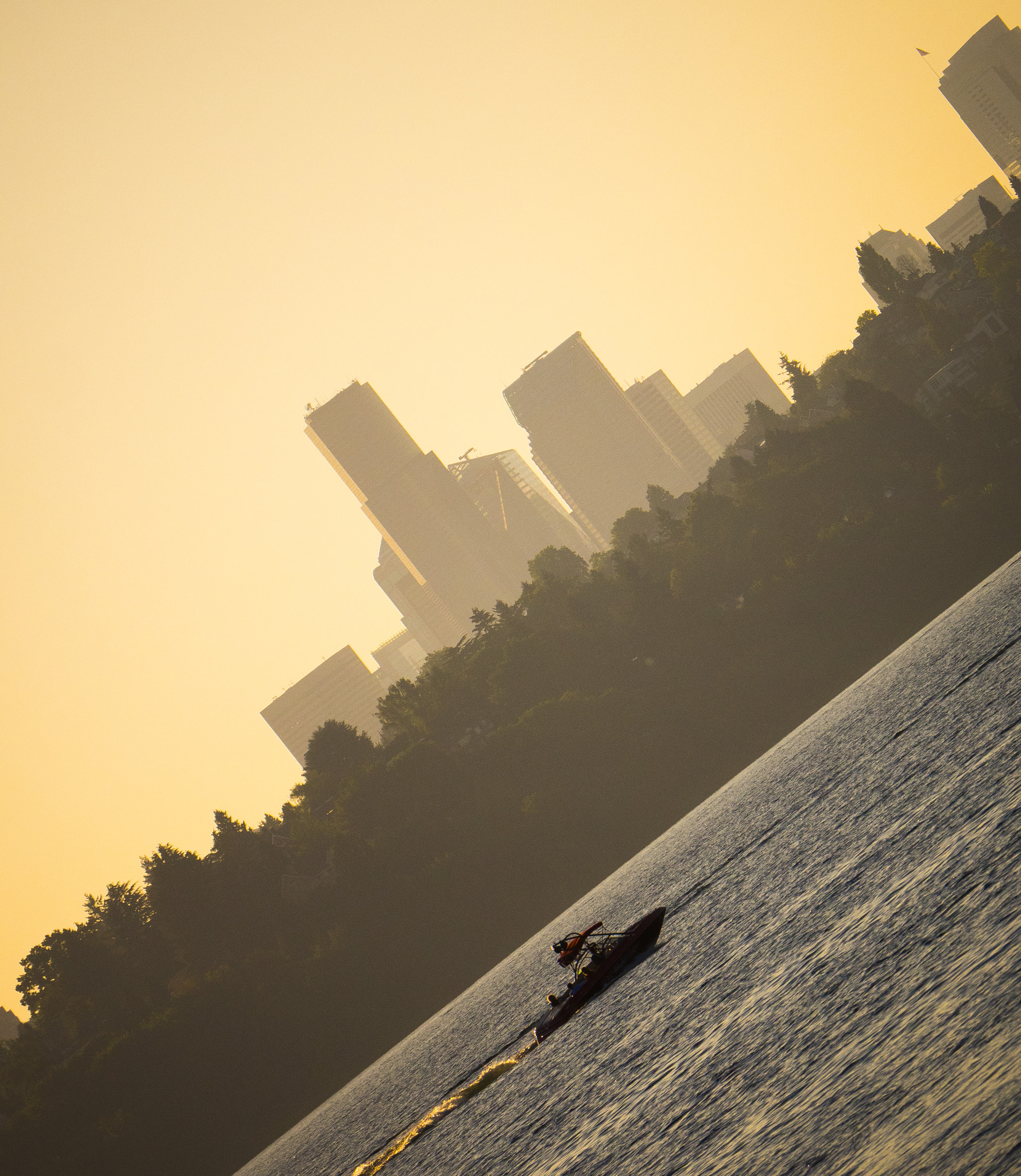
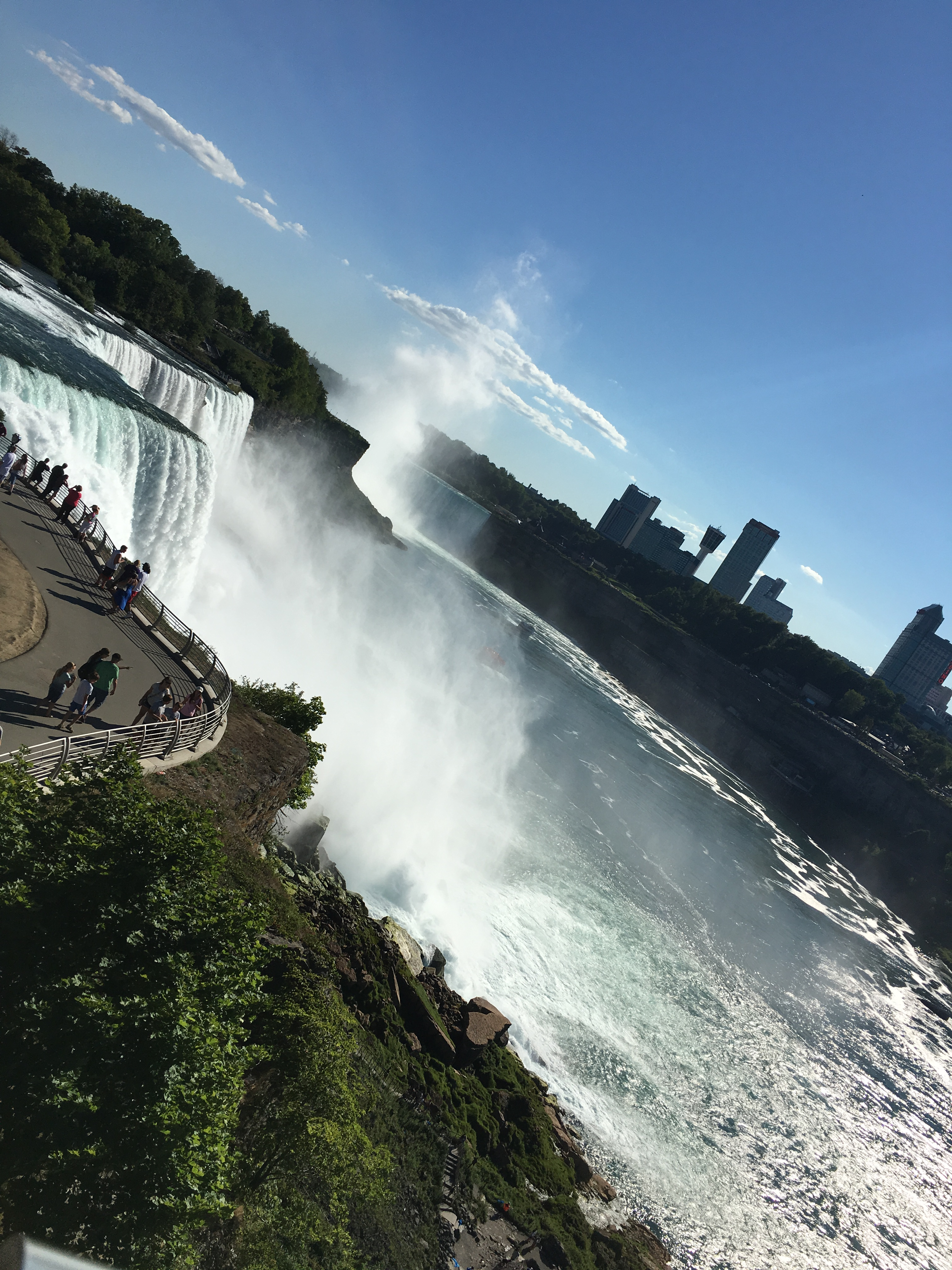
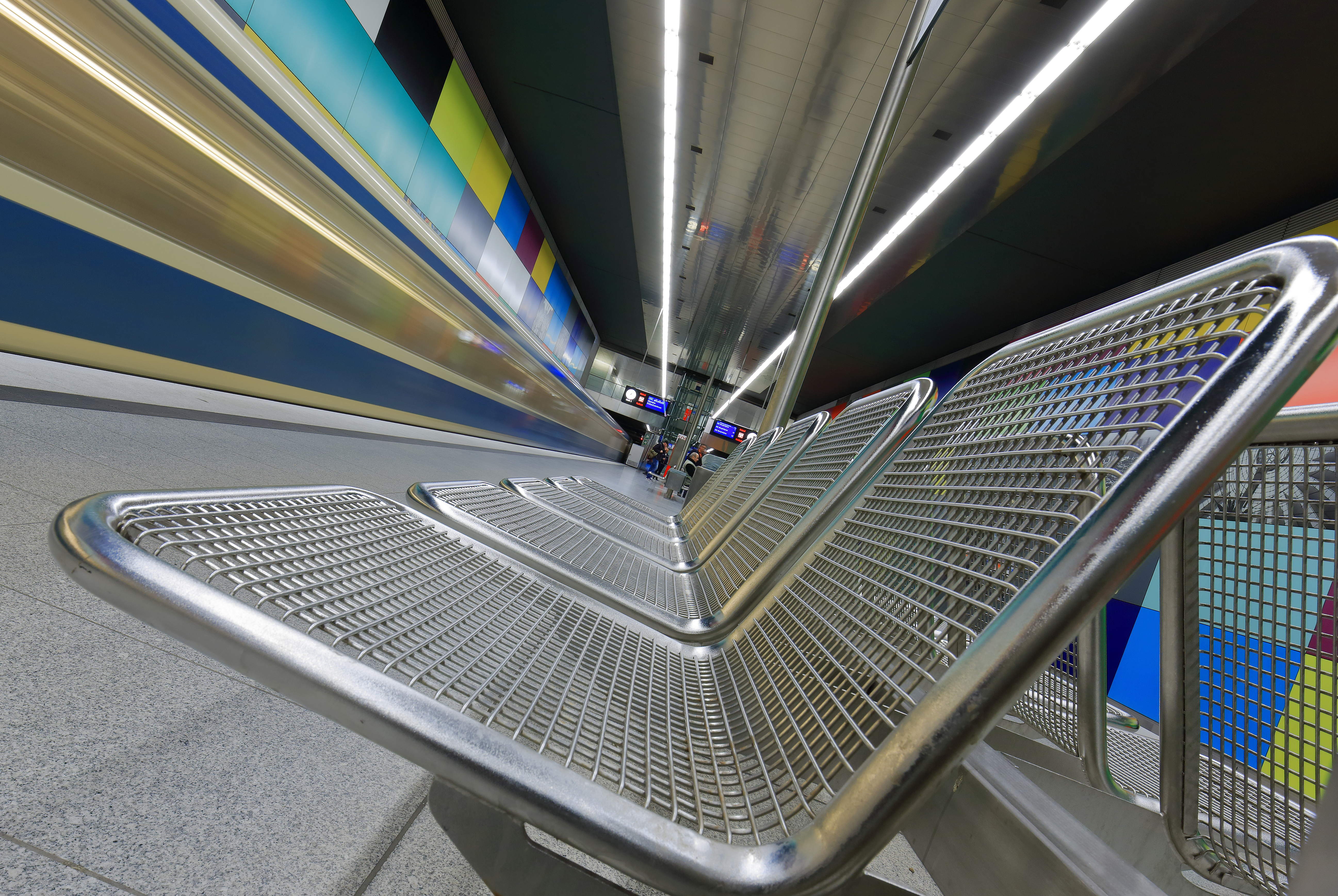
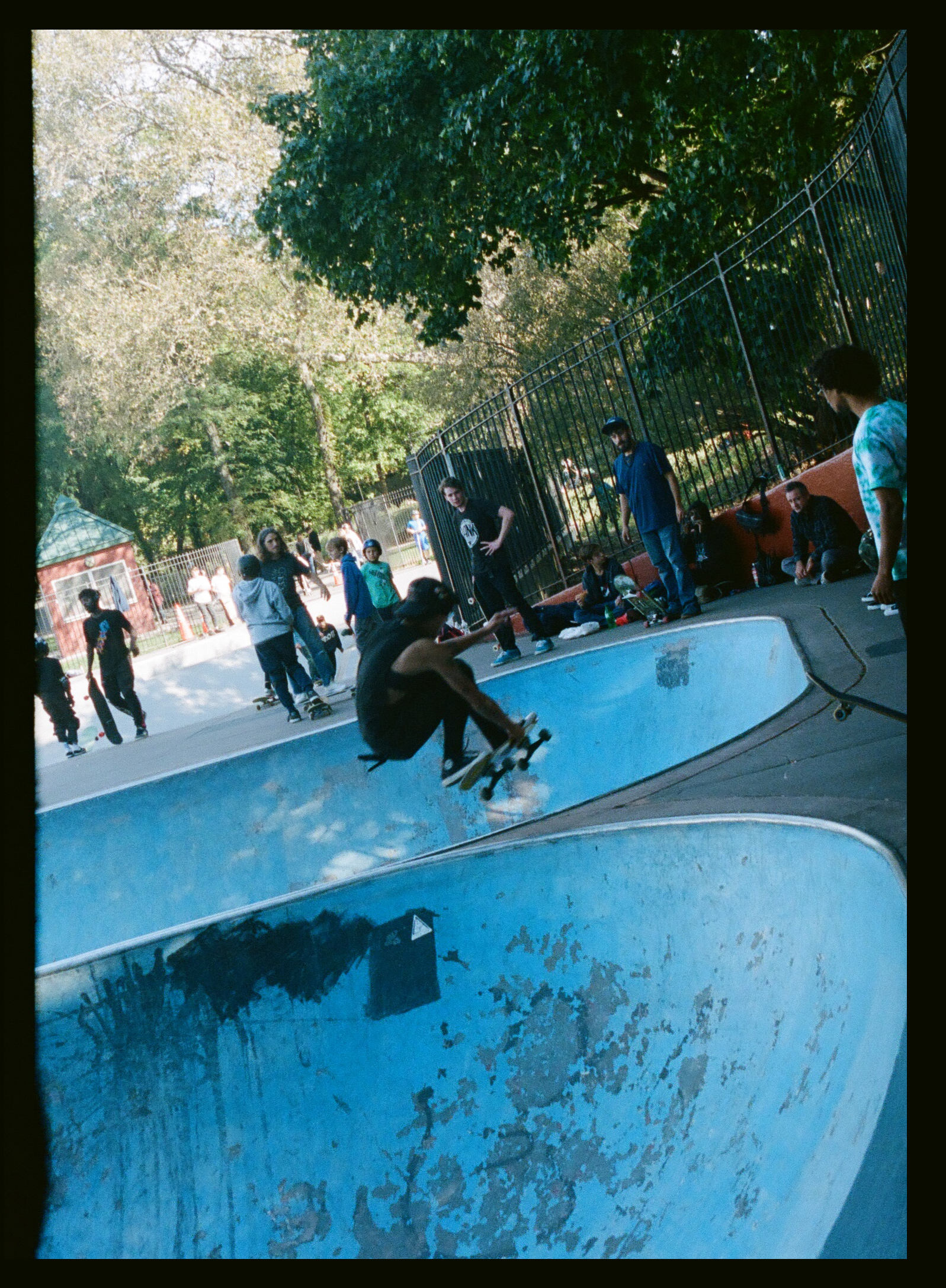
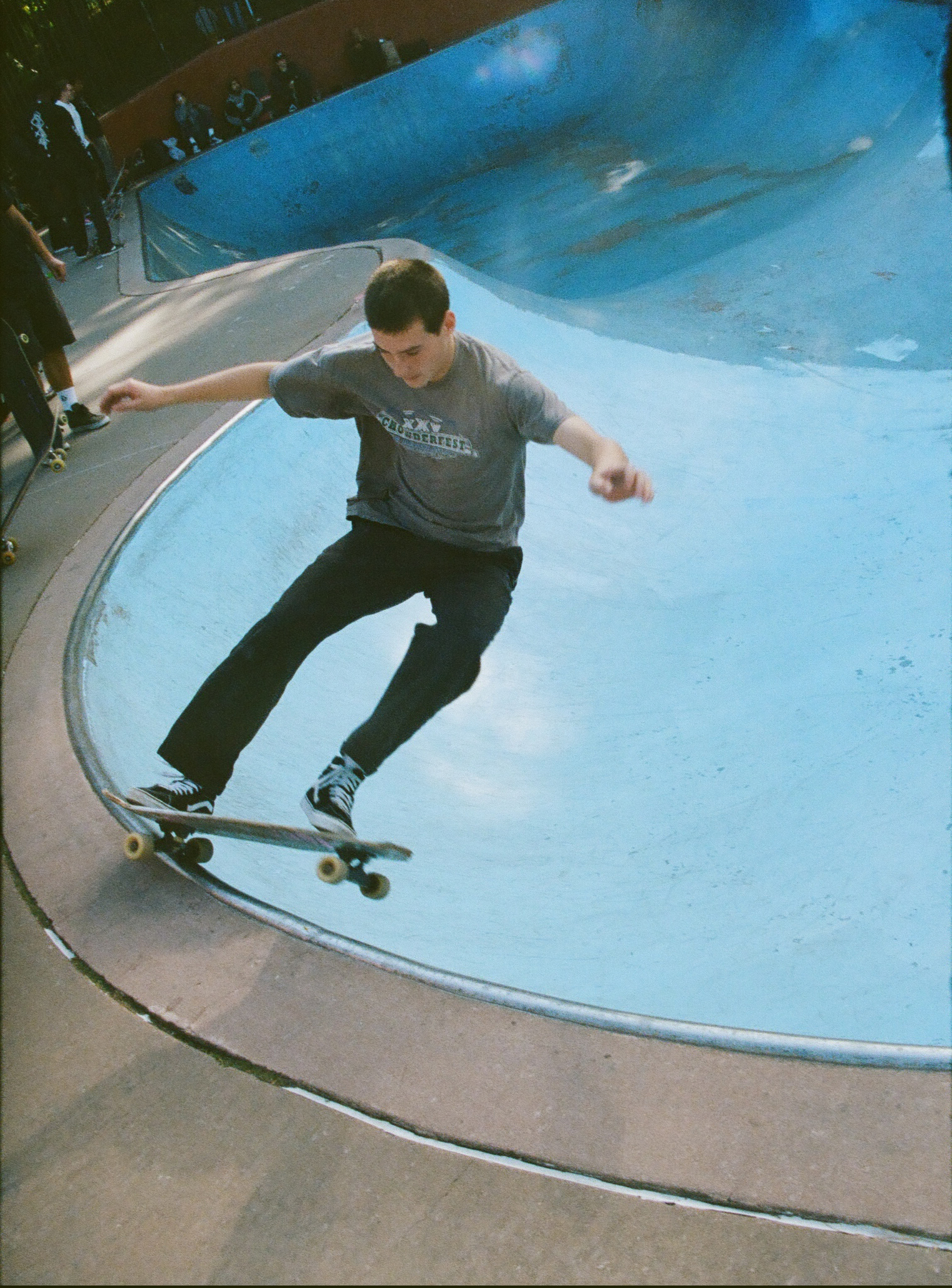
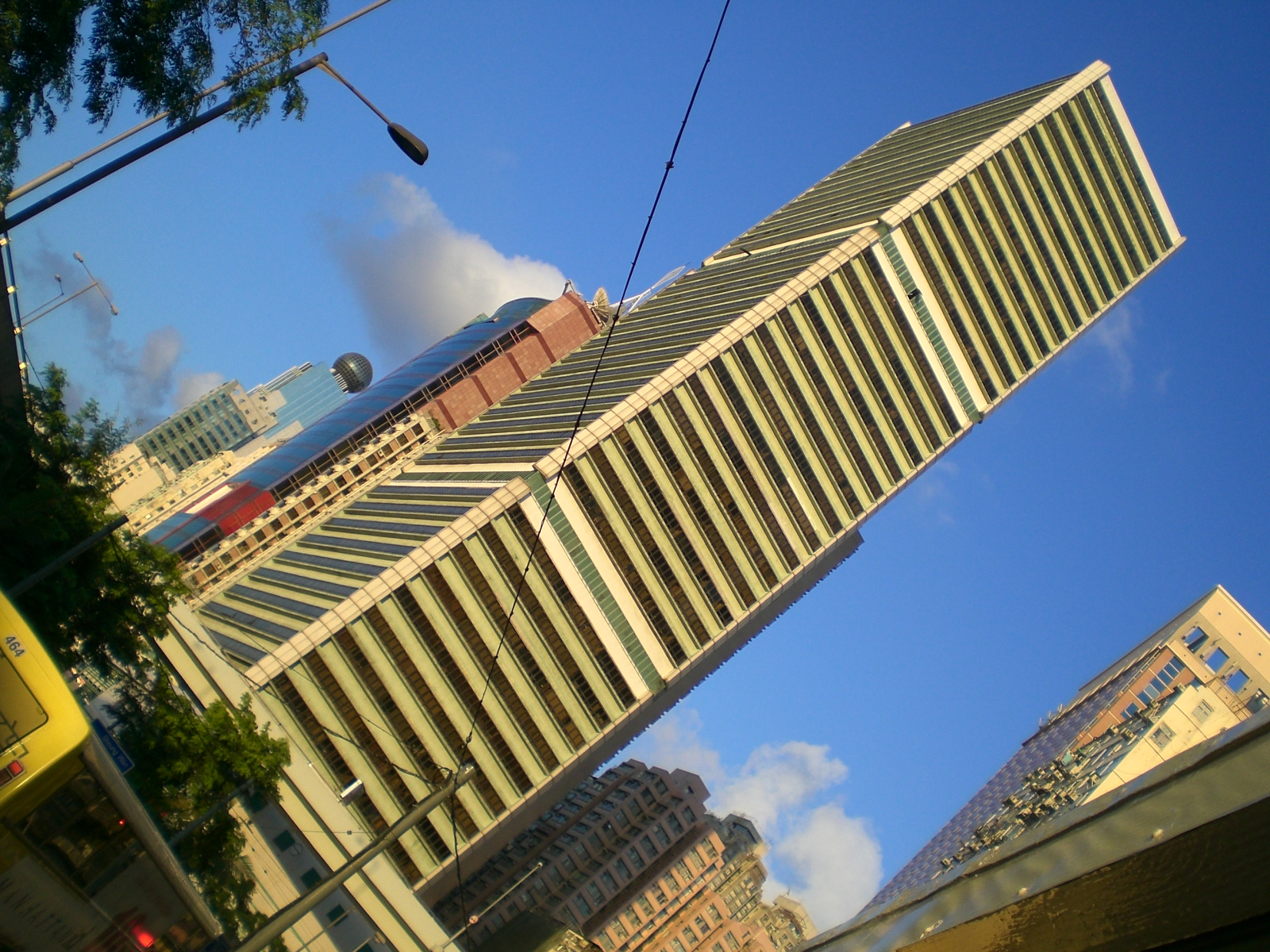
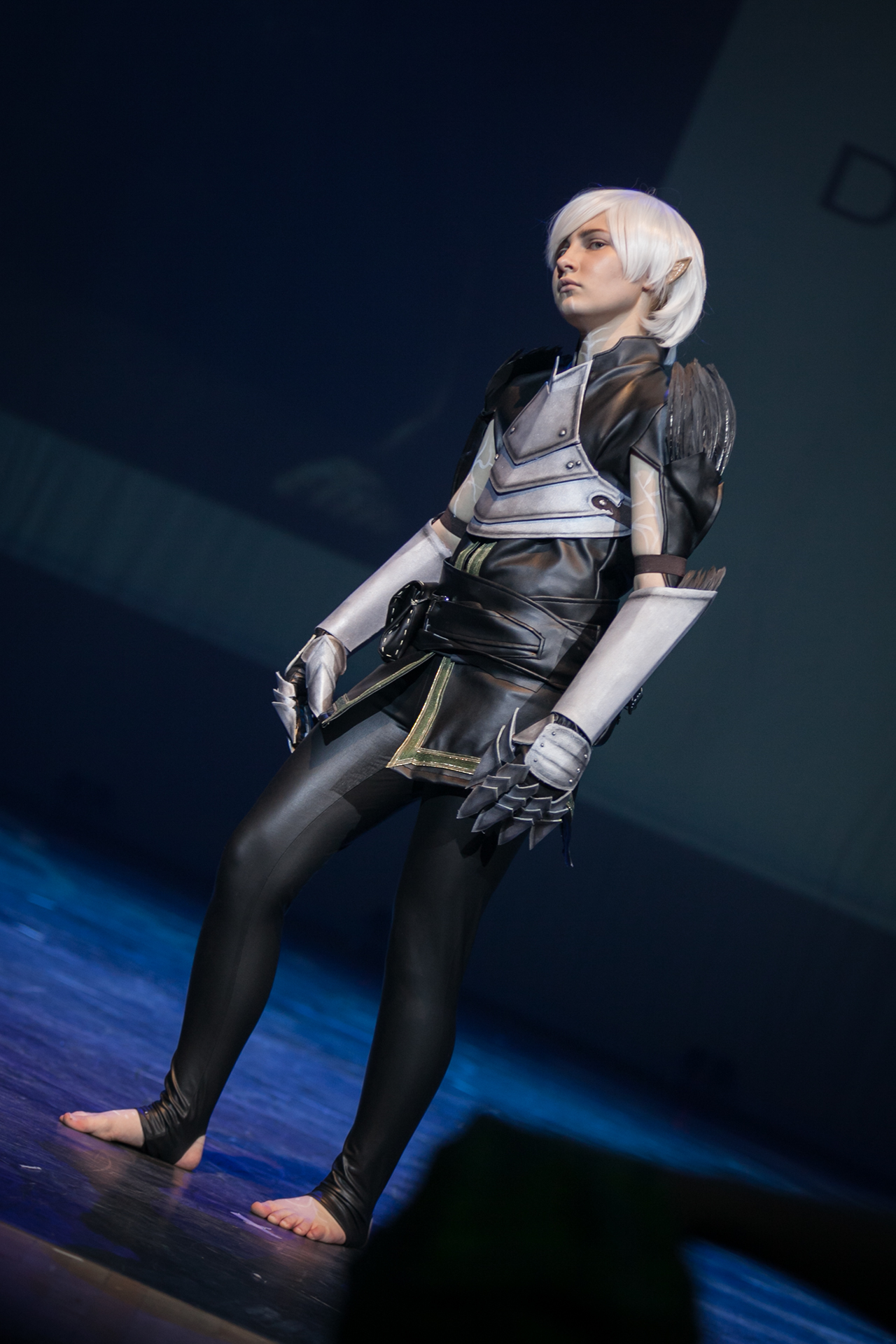
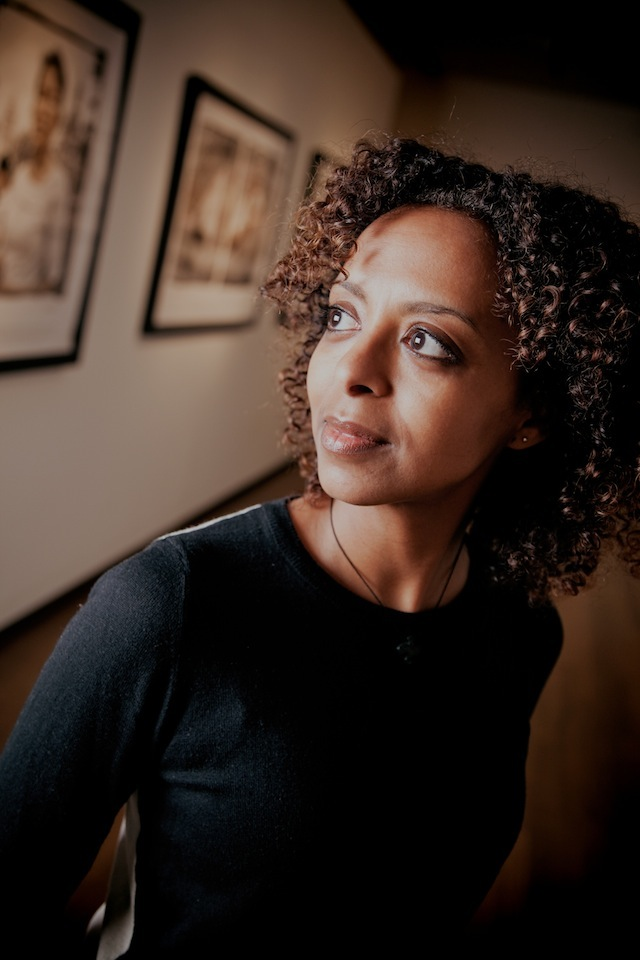